# 유영원
유영원(1969년 9월 8일 ~ )는 전 KBO 리그 야구 선수의 외야수이다. 이후 모교인 동대문상고(청원정보고)(현 청원고) 감독을 거치고 학동초 감독 부임 후 현재 서울컨벤션고 야구부 감독이다.

## 출신학교
- 1976년 ~ 1982년 : 서울용마초등학교
- 1982년 ~ 1985년 : 동대문상업고등학교
- 1985년 ~ 1988년 : 동대문중학교
- 1988년 ~ 1989년 : 한양대학교 (1989학번)